# Frieda von Bülow
Frieda Sophie Luise baronne von Bülow, née le 12 octobre 1857 à Berlin (Royaume de Prusse) et morte le 12 mars 1909 au château de Dornburg-Camburg (Idem) est une écrivaine prussienne et fondatrice du roman colonialiste allemand. Elle est aussi l'une des figures féminines colonialistes les plus influentes de l'Allemagne impériale.

## Biographie
Frieda von Bülow vient de la famille noble Bülow et passe ses premières années d'enfance à Smyrne (Empire ottoman) car son père Hugo von Bülow (13 mai 1821–26 janvier 1869) y est consul de Prusse. Elle va à l'école tenue par les diaconesses de Kaiserswerth à Smyrne. La famille vécut avec leur père à Smyrne jusqu'en 1865, après quoi sa mère, née Klothilde Luise Henriette von Münchhausen (5 décembre 1832-27 mars 1891), rentre au manoir familial à Ingersleben près de Neudietendorf en Thuringe où Frieda grandit avec sa grand-mère et ses quatre frères et sœurs. Le consul von Bülow s'y rend en 1867, mais retourne à Smyrne, où il tombe bientôt malade et meurt.
Frieda von Bülow est particulièrement proche de sa jeune sœur Margarethe von Bülow (de). Après avoir fréquenté l'école à Neudietendorf, les sœurs passent une année scolaire en Angleterre sous la tutelle des frères moraves en 1876. En 1881, les sœurs déménagent à Berlin, où Margarethe se noie en 1884 en essayant de sauver un garçon lorsque la glace s'était brisée sous lui. Les travaux littéraires de Margaret ne sont publiés qu'à titre posthume.
Peu de temps après cet événement, Frieda, fervente partisane du colonialisme fonda l'Association des femmes infirmières dans les colonies (de). En tant que membre du conseil d'administration de la Deutsch-Ostafrikanischen Evangelischen Missionsgesellschaft (Société missionnaire évangélique allemande d'Afrique de l'Est), elle fait campagne pour la création d'un hôpital missionnaire à Dunda am Kigan dès 1886. Afin de mettre en place des postes de soins infirmiers, elle se rend chez son frère Albrecht von Bülow à Zanzibar et en Afrique orientale allemande, où elle vit de 1885 à 1889. Là, elle rencontre Carl Peters, avec qui elle travaille pendant des années et dont elle tombe malheureusement amoureuse. Peters est l'un des pionniers les plus cruels du colonialisme allemand et devint plus tard le héros colonial des nazis (de). Il est décrit dans son roman Im Lande der Verheißung (1899). En octobre 1886, elle fonde la Deutschnationalen Frauenbund (association nationale allemande des femmes) . Elle organise des événements caritatifs pour les services de santé en Afrique de l'Est. Son style de vie, perçu comme extravagant, est également critiqué par von Bülow, car son apparition dans des cercles sociaux à prédominance masculine ne correspond pas à l'image d'une infirmière à l'époque. En 1888, la Deutschnationalen Frauenbund la renvoie du conseil d'administration. De retour à Berlin en 1889, malade du paludisme, Frieda von Bülow commence à écrire de nombreux romans et nouvelles, dans lesquels elle met l'accent sur l'Afrique de l'Est et la vie coloniale.  
De mai 1893 à avril 1894, Frieda von Bülow part de nouveau en Afrique orientale allemande à la suite du décès de son frère Albrecht von Bülow en 1892 sur le Kilimandjaro. Elle porte un projet révolutionnaire : être la première femme à gérer la palmeraie de son frère et sa carrière de calcaire près de Tanga et construire une ferme allemande. Sa tentative échoue quelques années plus tard. 
Dès lors, elle vit de nouveau en Allemagne, passant les deux dernières années de sa vie avec sa sœur Sophie au château de Dornburg (de) en Thuringe. 
Frieda von Bülow succombe à un cancer en 1909.

### Amitiés
Frieda von Bülow est amie proche de Lou Andreas-Salomé,. Au printemps 1897, Andreas-Salomé lui rend visite à Munich. Elle partent ensemble en Russie et Andreas-Salomé restera en contact avec Bülow jusqu'à sa mort. 
Parmi les amis et admirateurs de Von Bülow figuraient également Rainer Maria Rilke, qui est fasciné par son rapport avec l'Afrique de l'Est.

### Hommages
- Le nom «von-Bülow-Gymnasium» à Neudietendorf en 1997 remonte à Frieda et Margarethe von Bülow[8].

## Œuvres
- Reiseskizzen und Tagebuchblätter aus Deutsch-Ostafrika (1889)
- Am anderen Ende der Welt (Roman, 1890)
- Der Konsul. Vaterländischer Roman aus unseren Tagen (1891)
- Deutsch-Ostafrikanische Novellen. (Berlin 1892)
- Ludwig von Rosen. Eine Erzählung aus zwei Welten. (Berlin 1892)
- Margarethe und Ludwig. (Roman, Berlin 1892)
- Tropenkoller. Episode aus dem deutschen Kolonialleben. Berlin 1896. (Digitalisat der Stanford University, 4. Aufl. 1911; PDF-Datei; 18,99 MB)
- Einsame Frauen (Novellen, 1897)
- Kara (Roman, 1897)
- Anna Stern (Roman, 1898)
- Wir von heute (Zwei Erzählungen, 1898)
- Im Lande der Verheissung. Ein deutscher Kolonial-Roman. (Dresden 1899)
- Abendkinder (Roman, 1900)
- Im Hexenring. Eine Sommergeschichte vom Lande. (Roman, J. Engelhorn Stuttgart 1901)
- Hüter der Schwelle (Roman, 1902)
- Die stilisierte Frau. Sie und er (Zwei Novellen, 1902)
- Allein ich will! (Roman, 1903)
- Im Zeichen der Ernte. Italienisches Landleben von heute. (Roman, 1904)
- Irdische Liebe. Eine Alltagsgeschichte (Roman, 1905)
- Die Tochter (Roman, 1906)
- Das Portugiesenschloss. Erzählung von der ostafrikanischen Küste (1907)
- Freie Liebe (Novelle, 1909)
- Die Schwestern. Geschichte einer Mädchenjugend. (Roman, Dresden 1909)
- Frauentreue. (Roman, Dresden 1910)